# Якоб Мікфлікер
Якоб Мікфлікер (англ. Jacob Micflikier; народився 11 липня 1984, Вінніпег, Манітоба, Канада) — канадський хокеїст, нападник.

## Кар'єра

### Аматорський рівень
Провів два сезони у клубі «Су-Фолс Стампід» (Хокейна Ліга США), у сезоні 2003/04 років дебютував у команді «Університету Нью-Гемпшира», ставши помічником капітана у сезоні 2006/07 років. 

### Професійний рівень
28 березня 2007 року дебютує в АХЛ у клубі «Спрингфілд Фалконс», провів дев'ять матчів на його рахунку три шайби та одна результативна передача. 
25 липня 2007 року уклав свій перший професійний контракт. Один сезон Якоб відіграв за дві команди «Спрингфілд Фалконс та «Стоктон Тандер».
Сезон 2008/09 років Якоб також виступає у двох клубах, це Рочестер Американс та «Флорида Еверблейдс».
10 вересня 2009 року, Мікфлікер підписав контракт з «Олбані Рівер Ратс», у складі яких проводить 59 матчів у регулярному сезоні (набирає 40 очок 18 + 22), а також провів сім матчів в плей-оф, на його рахунку лише один гол та одна результативна передача. 
Наступний сезон проводить в іншому клубі АХЛ «Шарлотт Чекерс», стає третім бомбардиром в команді набравши 61 очко (29 + 32).
14 липня 2011 року, нападник підписав контракт з Вашингтон Кепіталс на один рік та весь сезон відіграв у фарм-клубі  «Герші Берс» (АХЛ).
У червні 2012 року Якоб продовжив свою кар'єру в Європі, уклавши контракт з ХК «Біль» (Національна ліга А) — провів 48 матчів, набрав 50 очок (21 + 29).
Сезон 2013/14 років розпочав у клубі КХЛ Динамо (Мінськ), провів лише одинадцять матчів, забив три голи. Продовжив сезон у швейцарському ХК Лугано — провів 35 матчів, набрав 27 очок (16 + 11).
В грудні 2013 року брав участь у складі збірної Канади в Кубку Шпенглера.
25 липня 2014 року продовжив свою кар'єру за кордоном, уклавши контракт з ХК «Лінчепінг».

## Досягнення
- Володар Кубка Шпенглера 2016 у складі збірної Канади.